# Supreme Commander
Supreme Commander je strategická počítačová hra žánru RTS ze sci-fi prostředí. Jejím předním vývojářem a člověkem, který ji navrhl, je Chris Taylor, který se se svým Supreme Commanderem po letech vrátil ke strategickému žánru. Právě RTS Total Annihilation na které pracoval, byla jedním z jeho prvních úspěchů. Supreme Commander je označován za inovativní úspěšnou hru, která však i přes své originální prvky nepřináší do žánru revoluci.

## Charakter hry
Chris Taylor už před vydáním hry prohlašoval, že se chce se Supreme Commanderem vymanit z žánru „klikacích strategií“, kde hráč zejména při hře proti živým hráčům provádí závody v klikání, místo toho, aby se mohl dokonale soustředit na strategii. Základem Supreme Commandera jsou tedy velkolepé bitvy stovek jednotek, přičemž je podporována velká míra automatizace válečné mašinerie, aby se hráč mohl soustředit na bojovou strategii. Podobný pokus (kladení důrazu na strategii boje) byl proveden už v o čtyři roky starší realtimové strategii Praetorians, kde byl naprosto vypuštěn systém získávání surovin a následné stavby budov. V Supreme Commanderovi tomu tak ale paradoxně není – suroviny v podobě energie jsou získávány, ale na rozdíl od klasických strategií jako je například série Age of Empires není potřeba za tímto účelem cvičit jednotky – energie a hmota je automaticky získávána ze specializovaných budov. Strategické hloubce dopomáhá i možnost neobvykle velkého oddálení mapy, což má za důsledek lepší přehlednost. Významnou složkou hry je multiplayer.

### Armored Command Unit
ACU (obrněná velitelská jednotka) je ve hře zvláštním typem jednotky. Jedná se o obrovského robota, v jehož nitru sídlí elitně vycvičený pilot spojený přes kvantovou bránu s velitelstvím. ACU řeší logistický problém spojený s použitím kvantových bran. Přesunout celé armády je velmi náročné a nákladné, proto se posílají jen ACU. Během několika minut mohou vytvořit celou armádu. Řídí také vše, co se na bojišti děje. Proto je ztráta ACU při hře naprosto fatální katastrofou, celá armáda ztratí velení a automaticky prohrává. Mimo to umí ACU stavět všechny dostupné druhy budov (na začátku pouze ty základní; po vylepšení může ACU stavět další budovy) ať už ty pro získávání surovin nebo ty pro tvorbu armády. ACU může být dokonce vybaven zbraněmi a dalším podpůrným vybavením.

## Národy
Ve všech částech hry, tzn. v kampani, vlastní hře i v multiplayeru se hráč setkává se třemi rasami – jsou jimi UEF (Spojená zemská federace), aeonští Osvícení a Cybrané. Každý z národů má svoji vlastní kampaň. Všechny kampaně mají však stejný cíl. To stejné platí o specifických jednotkách a vlastnostech národů. Jednotky mohou být trojího druhu – pozemní, vzdušné a námořní.

### UEF
Vznikla po rozpadu Zemského impéria roku 3256. Jejím cílem je sjednotit veškerá ztracená území, obnovit klid a pořádek v galaxii. Jednotky UEF se vyznačují velkou palebnou silou a použitím konvenčních zbraní. Nejsilnější jsou jejich pozemní jednotky.
Experimentální jednotky:
- Fatboy je nejsilnější jednotka v pozemním arzenálu UEF. Je schopen vyrábět jednotky přímo na bojišti. Pro svou vlastní ochranu je vybaven silným štítem. Nejsilnější zbraní jsou 4 gauss kanóny. Se svým dostřelem 2 km jsou skvělé nejen na likvidování základen, velkých skupin jednotek, ale i jiných experimentálních jednotek.
- Atlantis je ponorná letadlová loď s kapacitou 150 letadel. Je to největší loď ve hře. Pro vlastní ochranu je vyzbrojena 4 odpalovači torpéd a 4 protileteckými raketomety.
- Mavor je strategické dělostřelectvo. S dostřelem téměř 80 km je schopen pokrýt velkou část největších map a prakticky celé menší mapy. Mavor střílí munici s antihmotou. I na vzdálenost 80 km je stále neuvěřitelně přesný. Je však také velmi nákladný na výstavbu. Inženýr na nejvyšším tech-levelu (T3) ho postaví za 115 minut v našem čase.

### Cybrani
Cybrani jsou národem symbiontů. Jejich duchovním otcem je dr. Gustaf Brackman, který roku 2592 zkombinoval lidský mozek s počítačem. Zemské impérium si symbionty zotročilo. Symbionti se začali bouřit, Zemské impérium proto aktivovalo program loajality. Brackman stihl nejbližším symbiontům program vypnout a uprchl s nimi. Nyní se Cybrani snaží osvobodit veškeré symbionty. Jejich armády se vyznačují maskovacími technikami a paprskovými a laserovými zbraněmi. Nejsilnější je letectvo, které je radarově neviditelné.
Experimentální jednotky:
- Monkeylord je obrovský mechanický pavouk. Jeho hlavní zbraní na blízko je mikrovlnný laser schopný zničit většinu pozemních jednotek během několika sekund. Dále je vybaven raketomety pro boj na dálku, protileteckými raketami a torpédy pro boj s loděmi. Monkeylord je také vybaven maskovacím polem, které jej činí radarově neviditelným.
- Rapid fire artillery je rychlopalné dělostřelectvo. Jeho projektily jsou docela dost účinné,ale dosti nepřesné, ale tyto nedostatky jsou vynahrazeny rychlostí střelby. RFA je schopen vystřelit jednou za 2 sekundy až do vzdálenosti téměř 7 km.
- Soul Ripper je obrovský létající bitevník. Je vyzbrojen především proti pozemním jednotkám, ale několik jeho zbraní mu poskytuje lehkou protileteckou obranu. Jedná se o nejodolnější leteckou jednotku. Zbraně nejsou příliš účinné, ale Soul Ripper to vynahrazuje odolností a velkou pohyblivostí (vzhledem k ostatním exp. jednotkám).

### Aeonští Osvícení
Aeoni jsou lidé, kteří převzali "mírové" učení mimozemské rasy Seraphimů. Seraphimové byli objeveni roku 2557 pozemskými kolonisty, jednalo se o mírumilovnou rasu. Velitel operace se však rozhodl neriskovat, přestože mu bylo sděleno, že Seraphimové jsou mírumilovný národ. Aby Seraphimové nemohli vystopovat další světy, přerušil veškerou komunikaci. Nakonec se rozhodl pro vyhlazení Seraphimů. Pomocí biologických zbraní zničil veškerý mimozemský život na planetě. Biologické zbraně planetu uvrhly do doby ledové. Seraphimové stihli předat své vědění a svou víru kolonistům. Noví Aeoni zabili veškeré kolonisty, kteří odporovali. Jejich cílem nyní je přivést všechny obyvatele galaxie na jejich víru, tzv. "Cestu". Aeonské jednotky jsou více specializované a mají některé speciální vlastnosti (např. obětování). Aeoni mají silné především loďstvo.
Experimentální jednotky:
- Galactic Colossus je obrovský útočný robot. Je téměř 4x větší než ACU. Jeho hlavní zbraní je laserový paprsek. Je to zdaleka nejúčinnější zbraň v pozemním arzenálu (kromě speciálního útoku ACU). Kromě laseru je vybaven magnetickým tažným paprskem, který přitahuje a likviduje menší jednotky. Není vyzbrojen proti leteckým jednotkám, proto by měl být doprovázen několika letouny.
- Tempest je ponorná bitevní loď. Hlavní zbraní je dalekonosný kanón Oblivion. S dostřelem 2,5 km je to výborná zbraň proti námořním a pozemním jednotkám. Tempest je rovněž vyzbrojen na protiponorkový boj. Je vybaven 6 odpalovači torpéd a proti příchozím torpédům 2 odpalovači protitorpédových střel. Podobně jako Galactic Colossus není vyzbrojen na protiletecký boj. Tempest je navíc schopen přímo na bojišti vyrábět námořní jednotky.
- CZAR je letecká pevnost připomínající UFO. Umožňuje přechovávat další letadla. Její hlavní zbraní je kvantový paprsek proti pozemním jednotkám. Proti leteckým jednotkám je vybaven raketomety a proti ponorkám hlubinnými náložemi. CZAR je největší jednotka ve hře. CZAR je však daleko méně odolnější než Soul Ripper a nebývá takový problém jej sestřelit.

## Audiovizuální stránka
Grafická podoba Supreme Commandera je dalším plusem pro tuto hru. I když mapy většinou vypadají poměrně pustě, design jednotek a nejrůznější efekty, kterých se během sekundy mohou při velké bitvě vyskytnout desítky (střílení jednotek, exploze, animace jednotek) jsou zpracovány na výbornou. To s sebou ale přináší vysoké hardwarové nároky, na které nejsou všechny počítače dnešní doby připraveny. Ale je tu ale výše zmíněná možnost maximálního oddálení herní mapy, kdy se trojrozměrné jednotky mění ve značky a FPS tak výrazně stoupá.

### Testování procesorů
Supreme Commander byl jednou z prvních her, která dokázala využít vlastnosti vícejádrových procesorů. Proto byl SC využíván pro testování nových vícejádrových procesorů společnosti Intel.